# Sajátfrekvencia

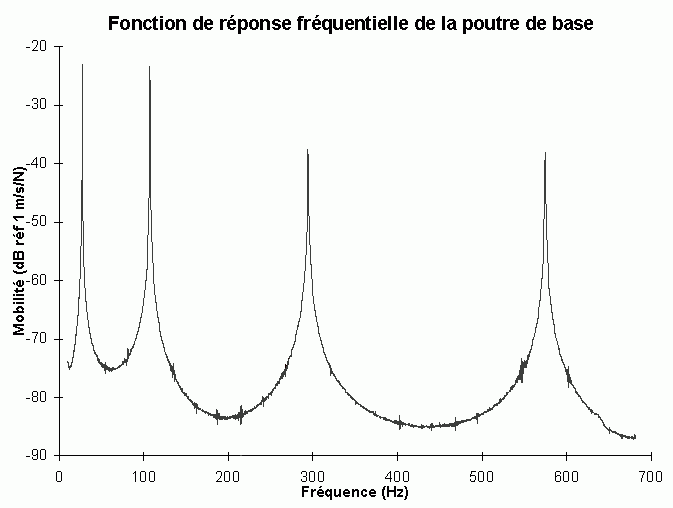
Egy rendszer sajátfrekvenciái (a kiugró csúcsoknál)

A sajátfrekvencia az a frekvencia, amivel egy energiaközlés után magára hagyott rendszer rezgést végez. A sajátfrekvencia nem függ az amplitúdótól, értékét a rendszer saját tulajdonságai, paraméterei szabják meg.
Sajátfrekvencián való rezgés során a rendszer nagyobb amplitúdót vesz fel, mint más frekvenciákon. Összetett rendszernek több sajátfrekvenciája is lehet, ezek közül azon rezeg, melynek frekvenciájához közeli frekvenciájú gerjesztést kapott. 
Ha egy koordináta-rendszerben ábrázoljuk a kitérést és a frekvenciát, a sajátfrekvencián kiugró amplitúdót látunk.
Példák: a zsinórra felfüggesztett súly a meglökése után a zsinór hosszának megfelelő frekvenciával leng; a meglökött hintaszék saját frekvenciájával lengést végez; a meglökött hinta a saját frekvenciájával leng (ezt a rajta ülő nagyobb gyermek érzékeli és mozgásával egyre nagyobb kitérésekre készteti a hintát).
Azt a jelenséget, amikor a rendszerre ható külső kényszererő frekvenciája megközelíti a rendszer sajátfrekvenciáját, vagy vele azonos, ennek következtében a gerjesztett rendszer amplitúdója maximális, rezonanciának nevezzük.
Ha az amplitúdó túl nagy, azt rezonanciakatasztrófának nevezzük, ilyenkor a rendszer tönkre is mehet. Ez létrejöhet hidaknál, épületeknél, stb., amikor a szél által gerjesztett, periodikusan leszakadó, ún. Kármán-féle légörvények a rendszer sajátfrekvenciáján okoznak folyamatos gerjesztést, és a kitérések egyre nagyobbak lesznek.